# EuroBasket de 2005
O EuroBasket 2005 foi a trigésima quarta edição da competição continental organizada pela FIBA Europa, sucursal da FIBA no Velho Continente, realizada na antiga Sérvia e Montenegro nas cidades de Belgrado, Novi Sad, Pogdorica e Vršac..
O torneio serviu como classificatório para o Campeonato Mundial de Basquetebol Masculino de 2006 no Japão e credenciou Grécia, Alemanha, França, Espanha, Lituânia e Eslovênia ao mundial. O alemão Dirk Nowitzki foi eleito MVP da competição ao conquistar a medalha de prata

## Sedes
| Belgrado                         | Belgrado                      | Podgorica                              | Novi Sad                               | Vršac                               |
| -------------------------------- | ----------------------------- | -------------------------------------- | -------------------------------------- | ----------------------------------- |
| Arena Kombank Capacidade: 23.000 | Pionir Hall Capacidade: 8.150 | Morača Sports Center Capacidade: 4.570 | Spens Sports Center Capacidade: 11.000 | Millennium Center Capacidade: 5.000 |
|                                  |                               |                                        |                                        |                                     |